# Carola Zirzow
Carola Zirzow (ur. 15 września 1954 w Prenzlau) – niemiecka kajakarka. Dwukrotna medalistka olimpijska z Montrealu.
Reprezentowała barwy NRD. Igrzyska w 1976 były jej jedyną olimpiadą. Triumfowała w jedynkach, a w dwójkach wspólnie z Bärbel Köster zajęła trzecie miejsce. Trzy razy wywalczyła złoto mistrzostw świata (K-2 500 m – 1975, K-4 500 m – 1974 i 1975).